# AODV
AODV (acrònim de Ad hoc On-Demand Vector routing) és un protocol d'enrutament per a xarxes mòbile ad hoc (MANET) i altres xarxes sense fils ad hoc. Va ser desenvolupat el juliol del 2003 al centre de recerca de Nokia, a la universitat de Califòrnia, santa Bàrbara i universitat de Cincinnati per C.Perkins, E.Belding-Royer i S.Das. AODV es basa en la recomanació RFC 3561 del IETF.

## Propietats

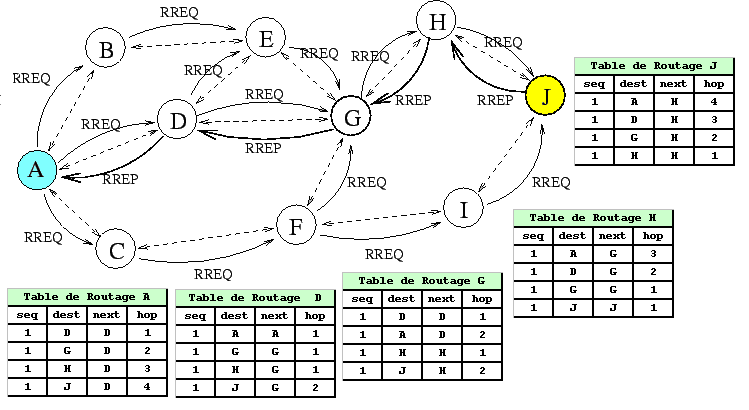
Fig.1 Esquema de descoberta de rutes segons el protocol AODV

- AODV és idònia per a xarxes que poden contenir milers de nodes (s'empra en protocols tals com ZigBee).
- Cada node manté un taula de rutes que conté informació sobre les adreces del nodes assolibles.
- Cada ruta té un temps de vida després del qual la ruta expira.
- Només es manté una ruta entre origen i destí (a diferència del protocol DSR).

## Missatges bàsics
| Nom   | Descripció                        |
| ----- | --------------------------------- |
| RREQ  | Petició de ruta                   |
| RREP  | Resposta de ruta                  |
| RERR  | Error de ruta                     |
| HELLO | Per monitoreig d'estatus d'enllaç |